# Beilschmiedia miersii
Beilschmiedia miersii är en lagerväxtart som först beskrevs av C. Gay, och fick sitt nu gällande namn av André Joseph Guillaume Henri Kostermans. Beilschmiedia miersii ingår i släktet Beilschmiedia och familjen lagerväxter. Inga underarter finns listade i Catalogue of Life.